# Ramón Pérez Rodríguez
Ramón Pérez Rodríguez (Mecinilla, Granada 19 de marzo de 1868 – Cádiz, 28 de enero de 1937) fue un sacerdote católico español, obispo de Badajoz, obispo titular de Sion, patriarca de las Indias Occidentales y vicario general castrense, obispo de Cádiz y Ceuta y senador del Reino por el Arzobispado de Sevilla en la legislatura de 1923.

## Formación
Hijo de una familia destacada de la zona, nació en Mecinilla, núcleo de población del municipio de Mecina Fondales, posteriormente integrado en el de La Taha. En Granada cursó estudios en el Instituto General y Técnico, en el seminario de la diócesis, en la escuela de Magisterio y en la Universidad de Granada, donde obtuvo la licenciatura en Derecho. En 1896 recibió el doctorado en Teología en la Pontificia Universidad y Seminario de San Cecilio de Granada y en 1903 la licenciatura en Derecho canónico por la misma institución.

## Trayectoria
En 1891 recibió el sacramento del orden sacerdotal y fue nombrado coadjutor de la parroquia de la Virgen de las Angustias de Granada. Poco más tarde fue nombrado profesor en el Seminario de Granada, del que también fue administrador, director espiritual, vicerrector y rector, donde enseñó Matemática, Historia Universal, Historia Eclesiástica, Patrología, Teología Moral y Pastoral y Hebreo. También fue durante dos años vicerrector del colegio mayor San Bartolomé y Santiago de Granada. También fue capellán de las Esclavas del Sagrado Corazón de Jesús y capellán real, así como canónigo de gracia en el cabildo catedralicio de Granada y vicario general de la diócesis con el arzobispo José Meseguer y Costa.

## Obispo
El 31 de agosto de 1920 fue nombrado obispo de Badajoz, al parecer por influencia del político Natalio Rivas, que pretendía el nombramiento de un obispo alpujarreño en la persona de su hermano Luciano, sucesivamente capellán real en Granada, arcipreste en Córdoba y arcediano y deán en Sevilla, que se negó en varias ocasiones a aceptar el nombramiento. La consagración episcopal la recibió en Roma de manos del cardenal Merry de Val el 28 de noviembre de 1820. Poco después moría el arzobispo de Granada Meseguer y Costa, por lo que Ramón Pérez fue elegido vicario capitular de la mitra encargado de la administración de la archidiócesis antes de tomar posesión del obispado de Badajoz.
En Badajoz permaneció entre 1920 y 1927 siendo su labor más destacada, aparte de la visita pastoral a todas las parroquias de la diócesis, la construcción de un nuevo seminario dedicado a san Cayetano en las afueras de la ciudad. El 13 de mayo de 1923 fue elegido senador correspondiente a la Archidiócesis de Sevilla por unanimidad de los compromisarios apoderados. Durante la coronación canónica de la Virgen de Guadalupe mantuvo estrecho contacto con el rey Alfonso XII, que poco después lo presentaría para vicario general castrense y patriarca de las Indias Occidentales.
Fue nombrado obispo titular de Sion, vicario general castrense, administrador apostólico de la diócesis de Badajoz «sede vacante» y procapellán mayor del rey el 7 de enero de 1929.  El 30 de junio de 1930 fue nombrado patriarca de la Indias Occidentales, título que anteriormente había estado ligado a la Vicaría Castrense. Al disolverse el Cuerpo Eclesiástico del Ejército por ley del 39 de junio de 1932, el ministro de la Guerra, Manuel Azaña, decretó el cese de Ramón Pérez en el cargo de vicario general castrense el 21 de julio de 1932.
Cuando pretendía apartarse en su localidad natal, donde se había preparado una vivienda de retiro y descanso en el cortijo Los Escotutes, se le encargararon de las diócesis de Cádiz y Ceuta por nombramiento de 12 de abril de 1933 que le permitía retener el título de patriarca de las Indias.
El pontificado en Cádiz resultó complicado por los tiempos de persecución que corrían para la Iglesia católica y el inicio de la Guerra Civil. En 1934 decretó la creación de la parroquia de La Palma, segregada de la de san Lorenzo en Cádiz.

## Final
Falleció en Cádiz el 28 de enero de 1937 y sus restos fueron inhumados en la cripta de la catedral de Cádiz. Al sepelio asistieron entre otras autoridades eclesiásticas y civiles el arzobispo de Sevilla, cardenal Ilundain, y los obispos de Málaga, Balbino Santos Olivera y de Gibraltar, Richard Fitzgerald; el alcalde de Cádiz, Ramón de Carranza, y los de Chiclana de la Frontera y San Fernando, el gobernador civil, diputados provinciales y el capitán general del Departamento Marítimo.

## Distinciones
El mismo día del entierro, el Ayuntamiento de Cádiz cambió el nombre de la calle Fermín Salvochea por el de Obispo Pérez Rodríguez. En 1979, la corporación municipal salida de las elecciones celebradas en abril de ese año, que presidía Carlos Díaz Medina, acordó devolver a la calle el nombre de Fermín Salvochea.
Una calle de Algeciras lleva el nombre Patriarca Ramón Pérez Rodríguez en su memoria.

## Sucesión
| Predecesor: Adolfo Pérez Muñoz          | Obispo de Badajoz 28 de noviembre de 1920 - 7 de enero de 1929                 | Sucesor: José María Alcaraz y Alenda |
| Predecesor: Jaime Cardona y Tur         | Obispo de Sion 7 de enero de 1929–30 de junio de 1930                          | Sucesor: Francesco Pascucci          |
| Predecesor: Francisco Muñoz e Izquierdo | Vicario general castrense 7 de enero de 1929 – 12 de marzo de 1930             | Sucesor: Luis Alonso Muñoyerro       |
| Predecesor: Francisco Muñoz e Izquierdo | Patriarca de las Indias Occidentales 30 de junio de 1930 – 28 de enero de 1937 | Sucesor: Leopoldo Eijo y Garay       |
| Predecesor: Marcial López y Criado      | Obispo de Cádiz y Ceuta 12 de abril de 1933 – 28 de enero de 1937              | Sucesor: Tomás Gutiérrez Díez        |

- Datos: Q23663038
- Multimedia: Ramón Pérez Rodríguez / Q23663038